# لاسي غرين
لاسي غرين (بالإنجليزية: Laci Green)‏ (ولدت في 18 أكتوبر 1989)  شخصية يوتيوب، مدونة فيديو، ومثقفة جنسية، وناشطة أمريكية. يركز محتواها على التربية الجنسية. قدمت برنامج إم تي في برايس، أول قناة إم تي في على يوتيوب، كجزء من صفقة مدتها 12 أسبوعًا مع إم تي في. بثت الحلقة الأولى 4 نوفمبر 2014. في عام 2016 ، صنفتها تايم على أنها واحدة من أكثر 30 شخصًا نفوذاً على الإنترنت. في عام 2017 احتفلت بعيدها العاشر على موقع يوتيوب.

## نشأتها
ولدت لاسي غرين في ولاية يوتا. والدتها هي من طائفة مورمون من بلدة أمريكية صغيرة، ووالدها من عائلة مسلمة من إيران. عندما كانت في الثانية من عمرها، انتقلت عائلتها إلى بورتلاند، أوريغون، ومن ثم انتقلوا إلى كاليفورنيا وعندما كانت في الثانية عشرة، من أجل عمل والدها. عندما كبرت، بدأت في التساؤل عن إيمان المورمون بسبب أدوارها الجنسية الصارمة وتوقعاتها كامرأة. عندما كبرت، كانت جرين مهتمة بالمسرح وبدعم من والدتها، التي تمتلك شركة مسرحية.
في عام 2011 ، تخرج من جامعة كاليفورنيا في بيركلي بدرجة البكالوريوس في الدراسات القانونية والتعليم، في فبراير 2017 أعلنت نيتها الحصول على درجة الدكتوراه في الصحة العامة.

## حياتها الشخصية
بعد فترة وجيزة من مغادرة كنيسة يسوع المسيح لقديسي الأيام الأخيرة، سقطت غرين في حالة من الاكتئاب العميق وكافح لإيذاء النفس والأفكار الانتحارية. بدأت العمل مع معالج ساعدها في علاج الاكتئاب. وهي الآن ملحدة، رغم أنها تحضر أحيانًا الكنيسة الكونية الموحدة.
تعرف لاسي غرين على أنه جامعة جنسية.

## وصلات خارجية
- الموقع الرسمي
- لاسي غرين على موقع IMDb (الإنجليزية)